# Маний Ювентий Тална
Ма́ний Юве́нтий Та́лна или Маний Ювенций Тална (лат. Manius Iuventius Thalna; умер в 163 году до н. э., Корсика) — римский военачальник и политический деятель из плебейского рода Ювентиев, народный трибун 170 года до н. э., консул 163 года до н. э. Во время консулата командовал армией на Корсике.

## Биография
Маний Ювентий принадлежал к незнатному плебейскому роду, происходившему предположительно из Тускула. В Рим Ювентии переселились, приблизительно, на рубеже III и II веков до н. э. Отцом Мания был Тит Ювентий Тална, достигший в 194 году до н. э. претуры и заложивший таким образом основу для успешной карьеры сына. До конца эпохи Республики Маний оставался единственным консулом из Ювентиев.
Первые упоминания о Мании в сохранившихся источниках относятся к 170 году до н. э., когда он занимал должность народного трибуна. Вместе со своим коллегой Гнеем Ауфидием Тална обвинил претора предыдущего года Гая Лукреция Галла в злоупотреблении властью по отношению к греческим союзникам Рима. Гай Лукреций был осуждён, и ему пришлось выплатить огромный штраф в миллион ассов.
В 167 году до н. э. Маний Ювентий стал претором по делам иноземцев (praetor peregrinus). Он попытался развязать войну с Родосом, рассчитывая возглавить в ней римский флот, и обратился для этого к народному собранию, но встретил противодействие со стороны народного трибуна Марка Антония и сената («больше всех помог родосцам», по словам Тита Ливия, Марк Порций Катон). Война так и не была объявлена.
Несмотря на эту неудачу, в 163 году до н. э. Маний Ювентий получил консульство — первым из своего рода. Его коллегой стал Тиберий Семпроний Гракх, тоже плебей, что для той эпохи было редкостью. Тална был отправлен на остров Корсика для борьбы с местными племенами, которые периодически восставали против Рима. Переход командования к консулу указывает на серьёзность сложившегося на этом острове положения, но какие-либо подробности неизвестны.
Маний Ювентий смог подчинить жителей острова, и римский сенат даже назначил по этому случаю благодарственный молебен. Консул получил извещение об этом во время принесения им жертв богам. Прочитав письмо, он упал перед жертвенником и тут же умер. Валерий Максим и Плиний Старший считают причиной такой смерти радость. Командование на Корсике после этого пришлось взять на себя Гракху.
Некоторые исследователи приписывают Манию Ювентию чеканку монет с легендой C. Talna. По мнению Фридриха Мюнцера, речь идёт о явной ошибке: эти монеты чеканил Гай Ювентий Тална в 150-е годы до н. э.